# 瑪麗亞·帕塞卡
瑪麗亞·梅勒·帕塞卡（Malia Maile Paseka，2000年8月8日—）是一名東加女子跆拳道運動員。她曾經獲得2019年太平洋運動會跆拳道比賽女子62公斤級銅牌。

## 外部連結
- TaekwondoData.com （页面存档备份，存于）
- 瑪麗亞·帕塞卡的Facebook專頁